# سوکاگاوا، فوکوشیما
سوکاگاوا در استان فوکوشیما در کشور ژاپن  واقع شده‌است  که دارای جمعیت ۸۰٬۳۳۶ نفر و مساحت ۲۷۹٫۵۵ کیلومتر مربع با تراکم جمعیت ۲۸۷  نفر در کیلومترمربع است و در تاریخ ۳۱ مارس ۱۹۵۴ به عنوان شهر شناخته شد.